# Фирмус
Фирмус (умро 375. године) био је римски узурпатор под царем Валентинијаном I.
Фирмус је био син једног локалног хришћанског војног заповедника у Африци.
Између 372. и 375. године Фирмус је подигао устанак против управника провинције Африке. То је изазвало реакцију цара Валентинијана, који је послао Теодосија, оца Теодосије I да среди ситуацију у тој провинцији. Фирмус је покушао да се договори са њим, али је за споразум већ било касно јер се Фирмус прогласио за цара.
Уз помоћ локалних афричких племена, Фирмус је повео отпор, али је био на крају принуђен да се убије како би избегао заробљавање.
Фирмус је био присталица донатиста против присталица Никејског учења. Фирмус је наредио и убиства неких никејаца. Након Фирмусове смрти, Валентинијан је издао законе против донатиста.